# Océano cósmico

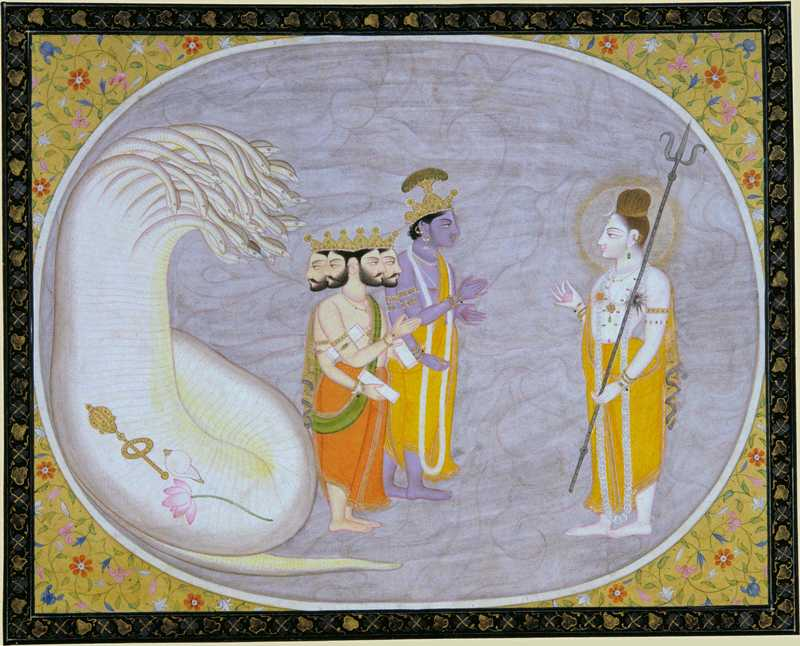
El Océano Cósmico revela a Brahma, Vishnú y Shiva (Acuarela opaca y oro sobre papel, 1835, Museo de San Diego).

Un océano cósmico, mar primigenio o río celestial que contiene al cosmos es un motivo mitológico  que se encuentra en la cosmogonía de las mitología de muchas culturas y civilizaciones, que representa el mundo o el cosmos envuelto por las aguas primordiales.
En los mitos de la creación, las aguas primordiales a menudo son representadas inicialmente llenando todo el universo, siendo unos de los lugares del cual emergieron o habitaron los dioses primordiales, y/o siendo la primera fuente del cosmos de los dioses que emergieron con el acto de creación correspondiente al establecimiento de un espacio habitable separado de las aguas envolventes. Como lugar primigenio, estaría relacionado igualmente con los conceptos cosmogónicos del vacío y/o del caos antes de la creación del cosmos. 
Una de las primeras veces que aparece es en la mitología mesopotámica antigua como Nammu en sumerio, más tarde como Apsu y Tiamat babilónicos; y como Nun en la mitología egipcia. El Enuma Elish lo describe como:
Cuando el cielo de arriba aún no había sido nombrado/Ni la tierra de abajo se pronunciaba por nombre,
Apsu, el primero, su generador/Y la creadora Tiamat, que los apoyó a todos,
Habían mezclado sus aguas, pero no habían formado pastos ni cañas descubiertas.
Cuando los dioses aún no se han manifestado/Los nombres no se han pronunciado, ni se han declarado los destinos.

Entonces los dioses nacieron dentro de ellos.
El contacto de los pueblos semíticos en el Cercano Oriente con los pueblos mesopotámicos y egipcios influyó en la concepción hebrea de las aguas primitivas. En la historia de la creación en la Biblia, inicialmente solo existe tierra y agua en un estado desorganizado: «Y la tierra estaba desordenada y vacía, y las tinieblas estaban sobre la faz del abismo, y el Espíritu de Dios se movía sobre la faz de las aguas» (Génesis 1:2). El mundo también es creado como un espacio dentro del agua, y por lo tanto está rodeado de esta, «Luego dijo Dios: Haya expansión en medio de las aguas, y separe las aguas de las aguas» (Génesis 1:6). Este abismo de aguas es designado por la palabra Tehom en hebreo.

1 En el principio creó Dios los cielos y la tierra.

2 Y la tierra estaba desordenada y vacía, y las tinieblas estaban sobre la faz del abismo, y el Espíritu de Dios se movía sobre la faz de las aguas.
La mitología griega también fue influenciada: en algunas versiones de teogonías narran a los dioses que personifican las aguas como los primeros en existir, como se refiere Homero en la Ilíada 14:201: «Océano, origen de los dioses, y la madre Tetis». Aristóteles y Platón se refirieron a esta corriente. Platón, sin embargo, afirma en Timeo que el estado pre-cósmico no está formado por elementos naturales:
Como dijimos al principio, todas estas cosas estaban en un estado de desorden, cuando dios implantó en ellas proporciones tanto en relación con ellos mismos como en sus relaciones entre sí, en la medida en que les fuera posible estar en armonía y proporción. En ese momento, nada participaba en esto, excepto por accidente, ni había nada que mereciera ser llamado por los nombres que ahora usamos, como fuego y agua.
Plutarco señala que los egipcios se atribuyen el origen de la doctrina del agua como elemento inicial (que se encuentra en Tales y Homero):
Ellos [los egipcios] piensan que Homero también, como Tales, puso el agua como el principio y el origen de todas las cosas, después de aprender de los egipcios; Océano es Osiris y Tetis es Isis, porque ella cuida y nutre todas las cosas.
Posteriormente, Beroso confronta las narrativas griega y babilónica, comparando a Omoroca (una forma del título de Tiamat como «Ummu–Hubur», que significa Madre-Río del Inframundo, o derivado de «emaruukka», inundación) con Talasa (mar).

Él [Beroso] dice que había un tiempo en el cual todo era oscuridad y agua, dónde nacieron extrañas criaturas de peculiar forma [...]; sobre todas estas regía una mujer llamada Omorka (Όμόρκα), la cual en caldeo es llamada Thalath (Θαλάτθ), que en griego significa «el mar» (Θάλασσα), pero en valor numérico es igual a «luna».
Oannes dijo que hubo un momento en que todo era oscuridad y agua, y que en esta agua seres extraños con formas peculiares cobraron vida [...] Pero esto, dice [Beroso], es hablar alegóricamente sobre la naturaleza, donde todo consistía en humedad y las criaturas llegaron a existencia en ella.
En la mitología iraní, Frāxkard (persa medio: pl'hwklt, Avesta: Vourukaša; también llamado Warkaš en persa medio) es el nombre del océano cósmico, tal como se aparece en Bundahishn. En la mitología hindú, el concepto aparece como la diosa Danu y sus hijos (Dánava), o como Apas (aguas). El indólogo Alain Daniélou señala que se encuentra en las tradiciones del hinduismo:
El mundo es un pensamiento divino, una vibración en el sustrato causal; por lo tanto, la luna, la mente cósmica, se asimila a las aguas causales (ap), de las ondas a partir de las cuales se desarrollan todas las formas tangibles.
En la mitología nórdica según la Edda poética, la fusión del hielo primordial genera todas las criaturas del cosmos, originando a Ymir (de cuyo sudor surgieron los gigantes) y a Audumbla (que lamió el carámbano, dando forma al humano).
Justo cuando la parte norte estaba congelada, el sur estaba derretido y brillante, pero el centro de Ginnungagap era tan suave como el aire en una noche de verano. Allí, el cálido aliento que provenía del norte de Muspell encontró la escarcha de Niflheim; y hablaron y jugaron, y el hielo comenzó a derretirse y gotear. La vida se aceleró en esas gotas, que tomaron la forma de un gigante, llamado Ymir.
La narrativa de Popol Vuh, atribuida al pueblo maya quiché, registra un mito de la creación maya que contiene referencias a las aguas primordiales:
La faz de la tierra aún no ha aparecido. Solo queda la extensión del mar, junto con la matriz de todo el cielo [...] Tz'aqol y B'itol, Tepeu y Serpente Quetzal (Gucumatz), Xmucane y Xpiyacoc. Brillantes son en el agua, envuelto en plumaje de quetzal y plumas de cotinga. Por eso se llaman Serpiente de Quetzal [...] Deje que el agua se retire, se vacíe, para que se cree la placa de tierra.
En el espiritismo, el concepto de «fluido cósmico universal» o «fluido universal» se atribuye a los espíritus como la sustancia fundamental de toda la materia y el elemento único que sufre modificaciones, generando propiedades del universo como las fuerzas moleculares, la electricidad y el magnetismo.
La materia cósmica primitiva contenía los elementos materiales, fluidos y vitales de todos los universos que muestran su magnificencia frente a la eternidad. Es la madre fructífera de todas las cosas, la primera abuela y, sobre todo, la eterna generatriz. Esta sustancia de la que provienen las esferas siderales no ha desaparecido en absoluto; este poder no murió, ya que todavía, sin cesar, da a luz nuevas creaciones y recibe incesantemente, reconstituido, los principios de los mundos que se borran del libro eterno.